# Rodrigo Guerra
Se procura Rodrigo Alves Guerra, o 2.º barão de Santana, veja Rodrigo Alves Guerra.
Rodrigo Alves Guerra Júnior (Areia Larga, Madalena, 29 de Julho de 1861 — Lisboa, 28 de Maio de 1924), mais conhecido por Rodrigo Guerra, foi um jornalista e escritor açoriano, que se notabilizou como contista. Usou vários pseudónimos, entre os quais Valentim e Zero.

## Biografia
Rodrigo Alves Guerra Júnior nasceu no lugar da Areia Larga, arredores da vila da Madalena do Pico, localidade onde os seus pais, residentes na Horta, se encontravam a veranear. Foi filho do comerciante e político Rodrigo Alves Guerra, o 2.º barão de Santana, e de sua mulher Teresa Ribeiro Guerra, ao tempo uma das famílias mais importantes da ilha do Faial. Foi cunhado de Florêncio Terra, outro dos principais intelectuais açorianos da época.
Rodrigo Guerra frequentou o Liceu da Horta, mas não prosseguiu estudos superiores, empregando-se no comércio da família e a partir de 1889 como escriturário da Fazenda da Horta. A partir de 1900 transferiu-se para o quadro das Alfândegas, atingindo o cargo de sub-inspector da Alfândega da Horta. Em 1902 foi transferido para a Alfândega do Porto e depois para a de Lisboa, como inspector, aí trabalhando até falecer.
A sua vasta cultura foi adquirida essencialmente como autodidacta, através da leitura de obras de autores clássicos e modernos, portugueses, franceses e ingleses. Outro factor importante na sua formação foi o convívio com a plêiade de intelectuais que então viviam no Faial, parte da geração renovadora da tradição literária açoriana que se desenvolveu nos anos finais do século XIX. Entre os notáveis faialenses contemporâneos de Rodrigo Guerra contam-se Ernesto Rebelo, Florêncio Terra (casado com a sua irmã Teresa Amélia Guerra), Garcia Monteiro e Manuel Zerbone. Entre os jovens da época contam-se alguns dos mais afamados escritores faialenses e picoenses, com destaque para António Baptista, Marcelino Lima e Nunes da Rosa.
Rodrigo Guerra iniciou muito jovem a sua actividade literária como publicista, escrevendo para os jornais O Faialense, Grémio Literário e O Açoriano, periódico de que a partir de 1884 foi redactor, em parceria com Florêncio Terra e Henrique das Neves. Para além destes periódicos faialenses, colaborou em várias publicações de Angra do Heroísmo, Ponta Delgada e Lisboa, com destaque para o Jornal de Domingo, a Revista Ilustrada, a Revista Literária, Científica e Artística e a Ilustração Portuguesa.
A sua produção literária centrou-se nos contos, género literário em que se notabilizou. Para além disso escreveu crónicas e algumas peças de teatro, entre as quais O Ideal da Prima, representada a 14 de Julho de 1888, no Teatro União Faialense, pela companhia do actor Afonso Taveira, então em digressão nos Açores. 
Publicou a maior parte da sua obra em periódicos, deixando-o dispersa por múltiplas publicações. Faleceu tendo no prelo o livro de contos A Americana, em via de publicação pela Livraria Central, cuja impressão foi cancelada, razão pela qual a obra só apareceu a público em 1980, conjuntamente com outros textos recolhidos em 1965 por Júlio Andrade. 
Em 1988 foi publicado com o título Trutas um conjunto de crónicas recolhido dos jornais por Carlos Lobão. Na colectânea estão incluídas o conjunto de crónicas publicadas na imprensa por Rodrigo Guerra sob os títulos de Cartas, Contos e Narrativas, Crónicas, Esbocetos, Fantasias, Notas a Lápis e Pela Horta.
Rodrigo Guerra está incluído entre os melhores contistas dos Açores, estando representado nas antologias Contos Açorianos e Antologia Panorâmica do Conto Açoriano.
Rodrigo Guerra foi pai da dramaturga Olga Alves Guerra e era descendente, pelo lado materno, dos poetas Manuel Inácio de Sousa, Francisca Cordélia de Sousa e Hermenegilda Lacerda.

## Principais obras publicadas
- 1980 — A Americana. Angra do Heroísmo: Secretaria Regional da Educação e Cultura, Colecção Gaivota, 8.
- 1988 — Trutas. Horta: Câmara Municipal e Direcção Regional dos Assuntos Culturais.